# Ludro e la sua gran giornata
Ludro e la sua gran giornata è una commedia scritta da Francesco Augusto Bon nel 1833, prima parte de La trilogia di Ludro.
Il personaggio di Ludro richiama i tratti del goldoniano Momolo. La sua apparizione fisica è ritardata (avviene a metà del secondo atto), ma gli altri personaggi forniscono informazioni sul suo conto, creando aspettative.
Questo personaggio è centrale per la risoluzione dei due intrighi che si intrecciano lungo la commedia: l'amore tra Ludovico e Angelina, osteggiato dai rispettivi padri, e i ricatti di Prospero ai danni di Giulio e dell'onore della moglie di lui. Mentre nel primo caso interviene spinto dalla prospettiva di un guadagno economico, nel secondo lo fa per salvaguardare l'onore della donna, rivelandosi così un imbroglione e un briccone, ma dotato di saldi principi morali.
Gli altri personaggi ricalcano invece le parti tradizionali dell'epoca: gli innamorati (Angelina e Lodovico), i padri (Fabrizio e Gherardo) la servetta (Cristina), i caratteristi (Prospero e Barbara).
Caratteristiche peculiari di quest'opera sono la prevalenza del duetto nei dialoghi, e soprattutto l'uso contemporaneo di lingua e dialetto, parlato da Ludro e Carletto.

## Trama
Ambientato a Venezia, in una piazzetta chiamata Campo della Guerra, dove si trova un antichissimo caffè.
Atto I
Al caffè, separatamente, Lodovico, Prospero e Giulio aspettano l'arrivo di Ludro. Si apprende dalle parole di questi, del caffettiere Marco e di Carletto, che Ludro è un briccone, impelagato in tanti affari e intrighi. Finalmente arriva Ludro, mentre sta conversando con alcuni suoi “clienti”.
Lodovico, innamorato di Angelina, vuole sposarla ma il padre è contrario e lo sta cercando. Ludro gli consiglia di scrivere una lettera al padre, in cui gli comunica che è a Padova, e poi di partire per quella città; nel frattempo lui organizzerà il matrimonio.
Prospero, innamorato della moglie di Giulio, la insidia di continuo, ma visti i rifiuti di lei impone al povero Giulio il pagamento immediato di un debito con interessi elevati. Ludro sulle prime non vuole aiutarlo, ma saputi gli attentati di Prospero alla morale della donna, si propone di trovare il modo di saldare il debito. Propone quindi a Prospero un affare: la vendita di 100 gabbie, di cui Prospero ne ha in realtà solo una; sarà Ludro a trovare le altre 100 e l'acquirente. Prospero accetta, consegna a Ludro 50 ducati, e questi gli firma una cambiale in bianco per i 150 ducati del commercio.
Gherardo trova il figlio al caffè e lo riporta a casa.
Atto II
Fabrizio si accorda con la cognata, Barbara, che accetta di accogliere a casa sua per un mese Angelina e la sua cameriera, in modo da tenerle sotto controllo. Dopo un siparietto in cui Carletto cerca di fare colpo su Barbara, prima che questa si avvii verso casa con Angelina, Lodovico in maschera consegna alla giovane un biglietto e scappa.
Gherardo (conte) si fa presentare Fabrizio (ricco mercante), e i due hanno uno scambio di vedute sull'amore dei figli, trovandosi d'accordo sul fatto che nessuno dei due darà mai il permesso al proprio figlio di sposare quello dell'altro. Cristina torna al caffè e consegna di nascosto a Ludro il biglietto di Lodovico per Angelina: questi è tornato di nascosto a Venezia, e ora i due aspettano un aiuto da parte di Ludro. Questi incontra Lodovico e gli dice di far sapere al padre, tramite il servo, che non è andato a Padova, e poi risolverà lui la faccenda.
Prospero e Ludro definiscono meglio il loro affare: Ludro comunica a Prospero che ha trovato chi compra le 100 gabbie a due ducati l'una, che ormai il contratto è firmato, quindi o trova le altre 99 gabbie, o dovrà pagare la somma equivalente, e che se si rifiuta finirà in tribunale…
Giulio viene informato dell'avvenuto inganno ai danni di Prospero.
Atto III
Ludro ordina a Giulio di portare Ludovico, che ha rifiutato una sua proposta, dentro il caffè. Nel frattempo sopraggiunge Barbara, che parla con Gherardo per cercare di convincerlo a concedere a Lodovico di sposare Angelina, ma inutilmente. Sopraggiunge Fabrizio, che la rimprovera per non essere a casa con Angelina. Arriva anche Ludro, che alle domande dei tre risponde di aver saputo che Lodovico e Angelina sono fuggiti insieme, e che lo sanno tutti ormai. Fabrizio e Gherardo stabiliscono allora, per rimediare all'accaduto, che i due ragazzi si sposeranno. Suggellato il patto, e chiamati a testimoni Giulio e Marco, Ludro rivela che i due ragazzi sono in realtà l'una a casa e l'altro nel caffè, e che non sono mai fuggiti, ma ormai la promessa di matrimonio è stata fatta e va rispettata.
Sopraggiunge Prospero con i 200 ducati da dare a Ludro. Della totale somma ricevuta di 250 ducati, Ludro spiega che 150 serviranno a pagare la sua cambiale, e dei restanti 100, 60 salderanno il debito di Giulio, e i restanti 40 li userà per festeggiare.
Lodovico e Angelina vengono messi al corrente del risultato dell'inganno di Ludro, che si congeda da tutti, dopo una così gran giornata.